# روابط خارجی ایران

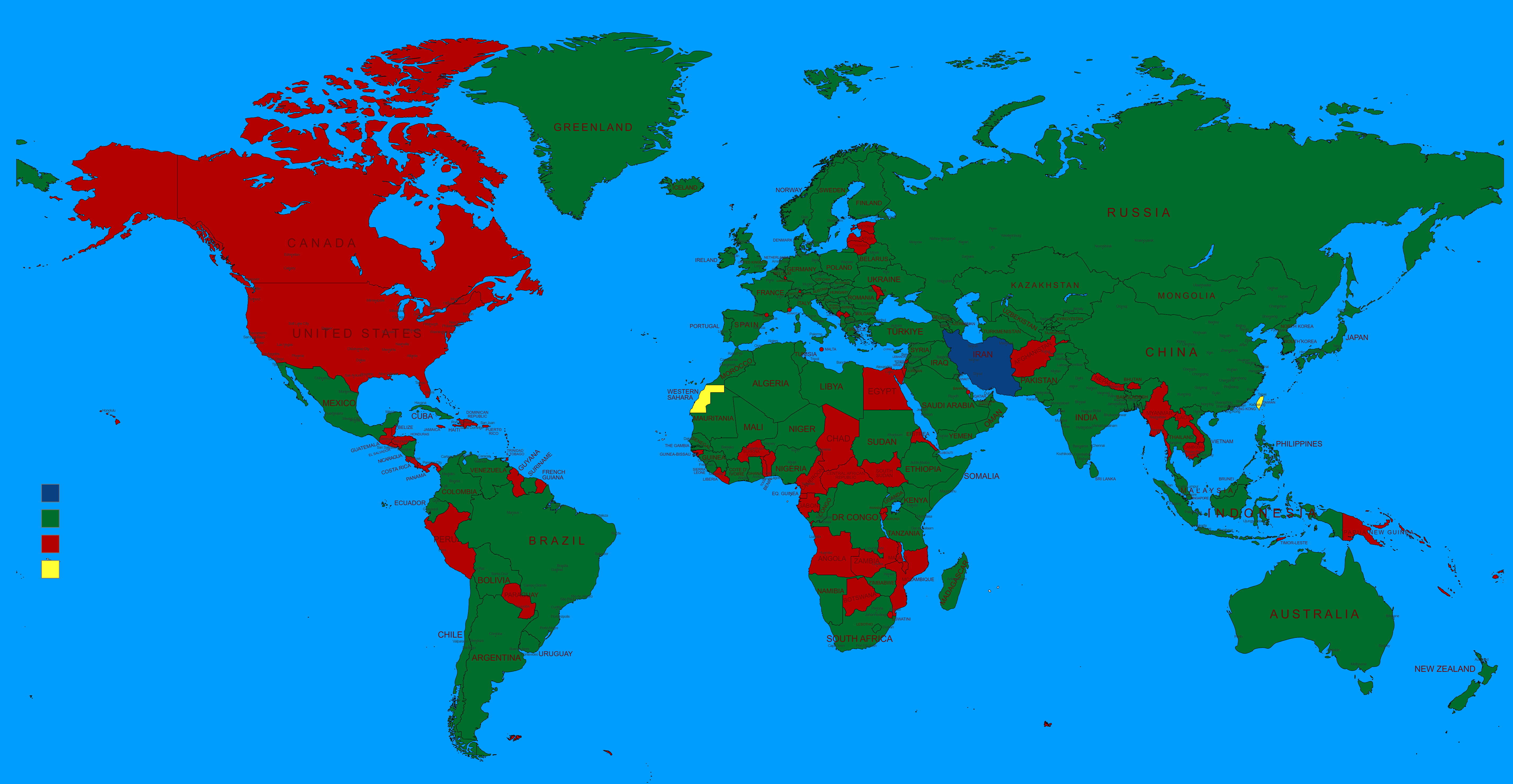
روابط خارجی ایران

سیاست خارجی ایران به رابطه‌های اقتصادی و دیپلماتیک میان حکومت ایران و حکومت‌های کشورهای دیگر اشاره دارد. به‌طور کلی، می‌توان سیاست خارجی این کشور را به سه بازهٔ زمانی قاجار، پهلوی و جمهوری اسلامی بخش‌بندی کرد.
آخرین حکومت‌های ایران، سیاست خارجی متفاوتی را دنبال کرده‌اند. محمدرضا پهلوی، در سیاست خارجی به دنبال دوری از تنش بود و با وجود روابط نزدیک با آمریکا، با اتحاد جماهیر شوروی نیز روابط مناسبی ایجاد کرد؛ در همین حال، با بسیاری از کشورهای جنبش عدم تعهد، روابط گرمی را حفظ کرد. با وجود روابط دوستانه با جهان، وی همواره نیروی نظامی ایران را تقویت می‌کرد. اما با پدیداری جمهوری اسلامی، ایران تبدیل به کشوری تجدیدنظرطلب، مخاصمه‌جو، رادیکال و مذهبی شد. استکبارستیزی و صدور انقلاب از سیاست‌های مورد توجه ایران در این دوره هستند. در زمینهٔ غرب‌ستیزی، جمهوری اسلامی همچنین کوشش کرد که با رژیم‌های کمونیستی روابط نزدیکی برقرار کند. سیاست خارجی ایران پس از انقلاب ۱۳۵۷، بیشتر بر اساس ارزش‌گذاری‌های نظام دینی شکل گرفت و تغییر ماهیت داد. پایه‌گذاری نظام جمهوری اسلامی بر اساس قانون و احکام اسلامی و برنامه‌های هسته‌ای و موشکی ایران را مهم‌ترین چالش‌های این کشور در روابط خارجی‌اش برمی‌شمارند. در سال‌های اخیر مذاکراتی با گروه ۱+۵ صورت گرفت اما نه تنها نتیجه مثبتی در سیاست‌های خارجی و تحریم‌های آمریکا علیه ایران نداشت بلکه پس از خروج آمریکا با چرایی نقض برجام توسط جمهوری اسلامی، تحریم‌های شدید و سنگین‌تری علیه ایران ایجاد شد.

## پادشاهی پهلوی

### رضاشاه

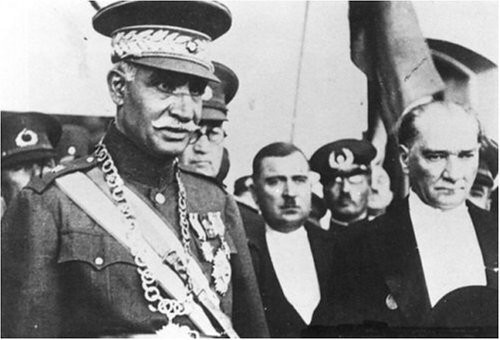
نگاره‌ای از رضاشاه و آتاترک

به‌قدرت رسیدن رضاشاه، مصادف شد با دورهٔ پس از جنگ جهانی اول؛ هنگامی که انگلیس و شوروی تضاد قابل توجهی بر سر مسائل ایران داشتند. رضاشاه از این تضاد پیش‌آمده میان قدرت‌های جهانی بهره برد و به گسترش روابط سیاسی و اقتصادی ایران با کشورهای دیگر، همچون کشورهای همسایه پرداخت. ایران برای انگلستان از چند جهت، همچون داشتن نفت، حفاظت از هندوستان و پیش‌گیری از نفوذ دیگر ملل در خاورمیانه، دارای اهمیت بود. پس از روی کار آمدن رضاشاه، سرکوب شورشی‌های شمال ایران و ایستادگی در برابر نفوذ کمونیسم، به آسانی قابل لمس بود تا انگلستان وی را تحمل کند اما این کشور به‌طور کلی نسبت به اقدامات رضاشاه، بدگمان بود. رضاشاه نیز دریافته بود که نفت برای انگلیسی‌ها جنبه‌ای حیاتی دارد و آنان از نفت به هیچ وجه، حتی به قیمت تجزیه‌شدن ایران، نخواهند گذشت. با این حال، نخستین اقدام قابل توجه وی پس از کودتا در اسفند ۱۲۹۹، پایان دادن به هرج و مرج و نابودی قدرت حکام محلی ایران بود؛ چیزی که دقیقاً برعکس و ضد آنچه بود که انگلستان برای ایران می‌خواست. وی در جهت عکس و ضد استراتژی استعماری (اروپایی یا غربی) حرکت می‌کرد. در دورهٔ زمامداری رضاشاه همچنین ایران رابطهٔ نزدیکی با کشور آلمان برقرار کرد، به‌گونه‌ای که این کشور به بزرگ‌ترین شریک تجاری ایران تبدیل شد و بیش از سه هزار کارشناس آلمانی در ایران استقرار یافتند. این افزایش رابطه با آلمان، باعث تیرگی روابط با بریتانیا و شوروی شد.
در سال ۱۳۰۷ (۱۹۲۸ م)، رضاشاه برای پس‌گیری شماری از جزایر خلیج فارس، به ویژه بحرین با انگلستان وارد مذاکراتی شد. هرچند که نتوانست برای ایران موفقیتی کسب کند و مذاکرات در این مورد، شکست خورد تا روابط ایران و انگلیس، تیره گردد. پس از این، رضاشاه فرمان فرستادن نیروها به جزایر بحرین را داد و طرف انگلیسی، نیروی دریایی خود را جهت مقابله با نیروهای ایرانی، به خلیج فارس فرستاد. ایران این دوره، نیروی دریایی مجهزی نداشت و پی برد که درگیری نظامی با یک قدرت جهانی، سودی ندارد. نهایتاً، ایران تصمیم به شکایت به جامعه ملل گرفت تا بحرین استرداد گردد؛ اما فقط توانست جزایر کوچکی در خلیج فارس را پس بگیرد و نفوذ انگلستان در این سازمان، اجازهٔ بازگشت بحرین به ایران را نداد. با این حال، ایران خود را بر بحرین، دارای حق حاکمیت می‌دانست.
درگیری‌ها با انگلستان ادامه‌دار بود. با عدم اجرای مفاد قرارداد دارسی از سوی انگلیسی‌ها و عدم دست‌یابی به توافقی تازه، رضاشاه به تقی‌زاده، وزیر دارایی ایران، فرمان لغو این قرارداد را داد. پس از این لغو یک‌سویه قرارداد، نیروهای نظامی انگلیس در نزدیکی مرزهای ایران مستقر شدند و تهدیدهای نظامی و سیاسی علیه ایران، آغاز شد و شکایتی نیز از ایران در جامعه ملل، تنظیم گردید. در نهایت، قرارداد تازه‌ای بسته شد که با اینکه از چند جهت به سود ایران بود، هنوز هم از جهاتی به ضرر این کشور بوده‌است. در ۶ دی ۱۳۱۳، در دوران رضاشاه، حکومت ایران به شکل رسمی از کشورهای دیگر خواست که در مکاتبات رسمی، از واژهٔ ایران به جای واژه‌هایی همچون پرشیا، پرس و پرسه استفاده کنند. در این دوران، در اروپا، ایران تنها یک اصطلاح جغرافیایی بود و برای اشاره به این کشور به کار نمی‌رفت.
در تیرماه ۱۳۱۶، پیمان سعدآباد با درون‌مایهٔ اتحاد، میان ایران، افغانستان، ترکیه و عراق نوشته شد. منش سیاسی رضاشاه، تبلیغات منفی قدرتمندی علیه او ایجاد کرد و بریتانیا که از دیرباز به شخص رضاشاه بدبین بود، روابط ایران با ایتالیا، فرانسه و آلمان را نیز سبب نگرانی دانست؛ تبلیغات رسانه‌ای علیه رضاشاه، پس از روابط ۱۹۳۹ ایران با ژاپن، شدت گرفت. با رخ دادن جنگ جهانی دوم، با وجود اعلام بی‌طرفی، بریتانیا و شوروی ایران را اشغال کرده و رضاشاه را با اعمال فشار برکنار کردند. بریتانیا در هنگام اشغال ایران توانست چند تهدید دیگر هم از بین ببرد؛ برای مثال، ناوگان دریایی ایران که در حال شکل‌گیری بود را به همراه دریادارانی همانند غلامعلی بایندر، از میان برداشت. پس از اشغال ایران، بریتانیا و شوروی به محمدعلی فروغی پیشنهاد دادند که رسماً جمهوریت را اعلام کند که وی مخالفت کرد. کمی بعد، آشکار شد که بریتانیا و شوروی خواستار کنار زدن رضاشاه هستند و این دو، در نهایت از سلطنت پسر او، محمدرضا پهلوی حمایت کردند.

### محمدرضا پهلوی

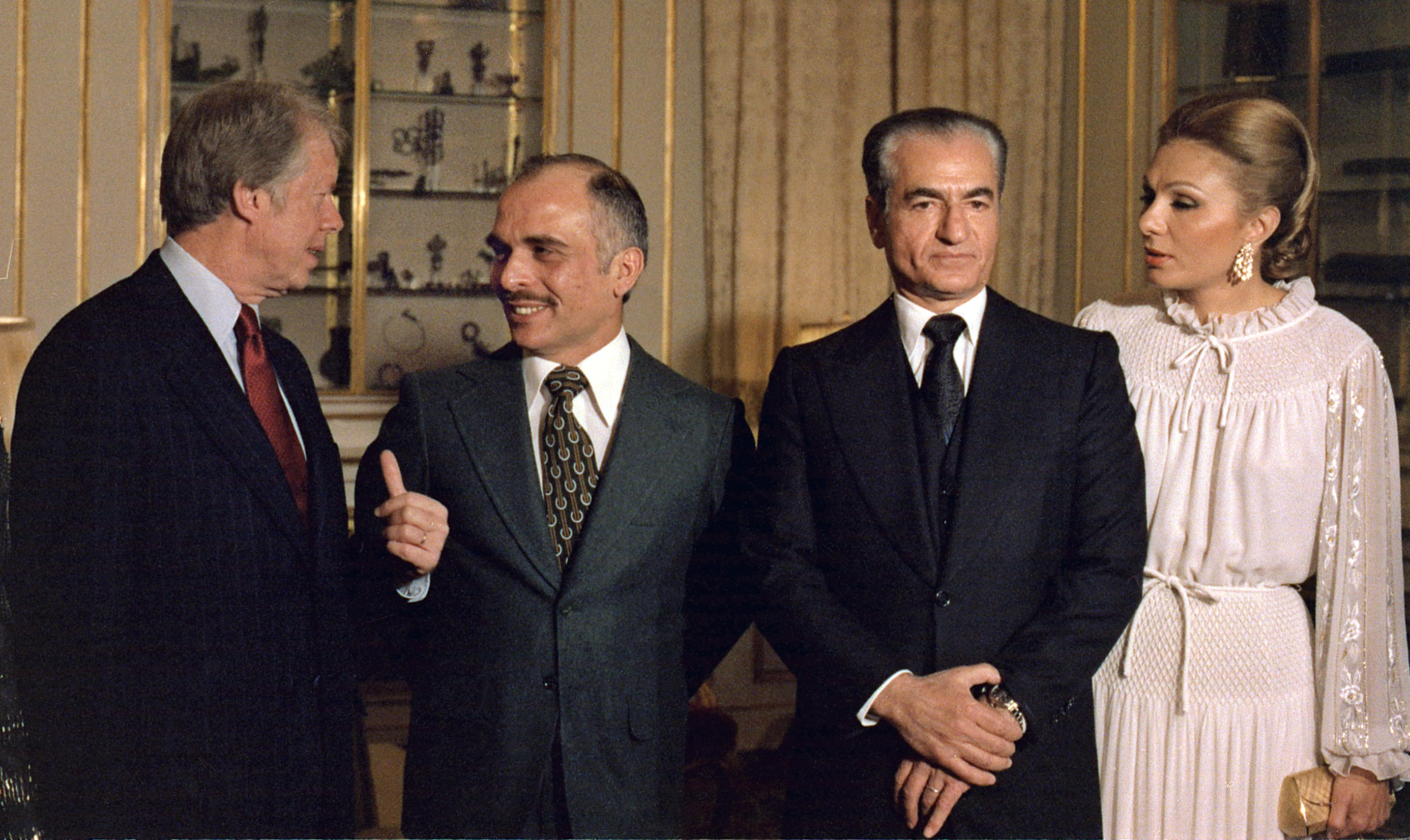
نگاره ۳۱ دسامبر ۱۹۷۷ میلادی از استقبال محمدرضا شاه و شهبانو از جیمی کارتر، رئیس‌جمهور آمریکا در کاخ نیاوران. ملک حسین، پادشاه اردن نیز برای صحبت دربارهٔ تحولات منطقه به تهران سفر کرده بود.

آغاز پادشاهی محمدرضا پهلوی، با اشغال ایران در جنگ جهانی دوم هم‌زمان شد. کمی پس از پادشاهی وی، در آغاز دههٔ ۱۳۲۰، ایران پذیرفت که رسماً در کنار متفقین قرار گیرد و متفقین اعلام کردند، به استقلال و یکپارچگی سرزمین ایران احترام خواهند گذاشت.
تا پیش از انقلاب ۱۳۵۷، ایران رویکرد امنیتی خود در منطقه را در ائتلاف با غرب و به‌ویژه ایالات متحده آمریکا تعریف کرده بود. همچنین ایران در طول عمر ۷۲ ساله شورای امنیت سازمان ملل متحد، فقط یک‌بار برای مدت دو سال (۱۹۵۵–۱۹۵۶) به عضویت موقت شورای امنیت انتخاب شد و پس از آن هیچ‌وقت برای چنین جایگاهی برگزیده نشد.

## جمهوری اسلامی

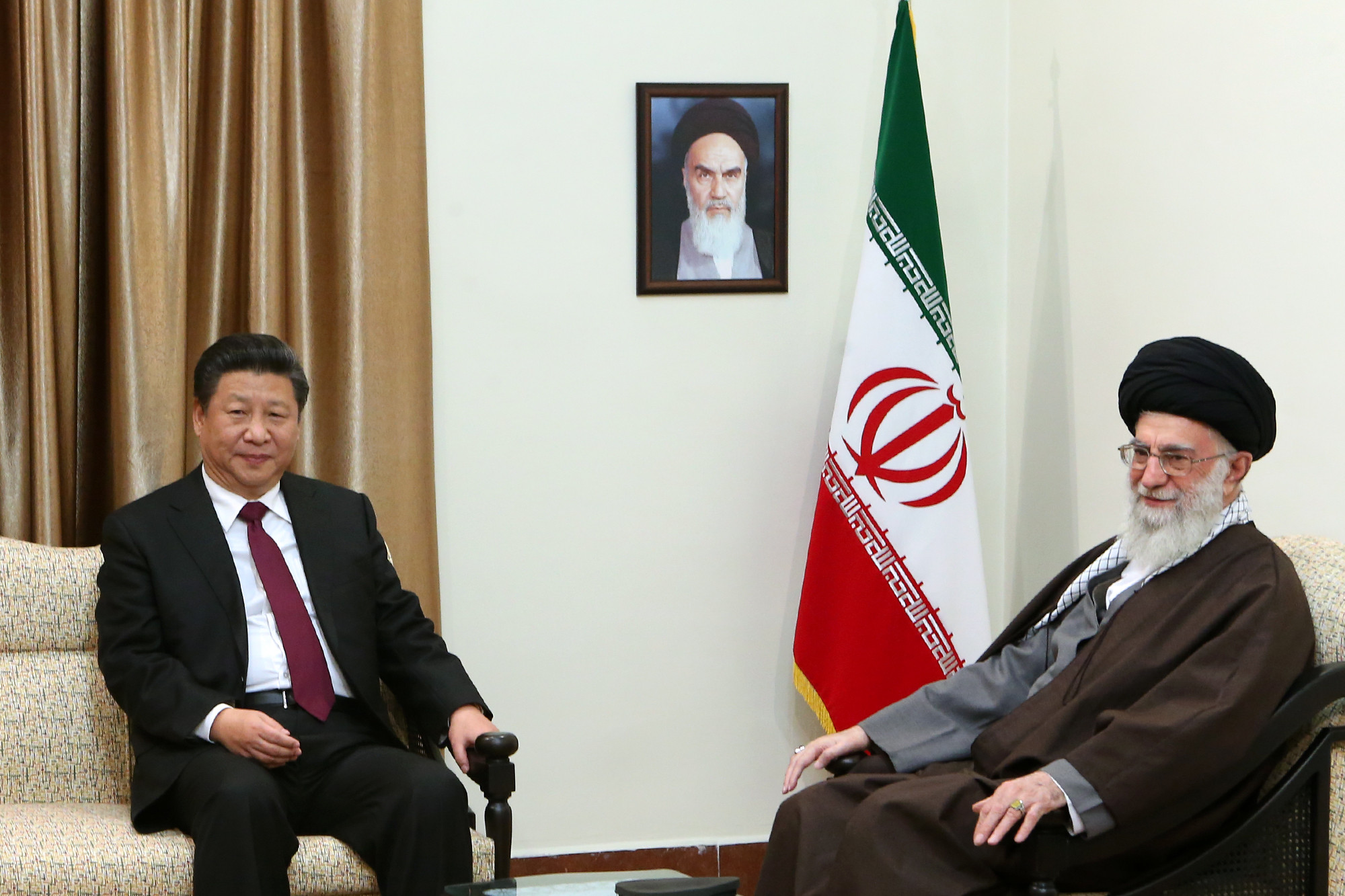
سید علی خامنه‌ای، دومین رهبر جمهوری اسلامی ایران در دیدار با شی جین پینگ، رئیس‌جمهور چین. دومین رهبر ایران، ترجیح شرق بر غرب را از اولویت‌های روز ایران در سال ۱۳۹۶ دانست.

آخرین حکومت‌های ایران، سیاست خارجی متفاوتی را دنبال کرده‌اند. محمدرضا پهلوی، در سیاست خارجی به دنبال دوری از تنش بود و با وجود روابط نزدیک با آمریکا، با اتحاد جماهیر شوروی نیز روابط مناسبی ایجاد کرد؛ در همین حال، با بسیاری از کشورهای جنبش عدم تعهد، روابط گرمی را حفظ کرد. با وجود روابط دوستانه با جهان، وی همواره نیروی نظامی ایران را تقویت می‌کرد. اما با پدیداری جمهوری اسلامی، ایران تبدیل به کشوری تجدیدنظرطلب، مخاصمه‌جو، رادیکال و مذهبی شد و به سرعت جهان را با سیاست‌های تازهٔ خود آشنا ساخت. استکبارستیزی و صدور انقلاب از سیاست‌های مورد توجه ایران در دهه‌های اخیر هستند. در زمینهٔ غرب‌ستیزی، جمهوری اسلامی کوشش کرد که با رژیم‌های کمونیستی روابط نزدیکی برقرار کند و با کشورهایی همانند رومانی، کره شمالی و کوبا به روابطی موفق رسید. در دهه‌های اخیر، ایران با بلاروس، نیجریه و ونزوئلا نیز روابط قابل توجهی داشته‌است. مارک گازیوروسکی، عالم سیاسی، حکومت جمهوری اسلامی ایران را یک حکومت مطرود برای بسیاری از کشورهای جهان می‌داند. اساس سیاست خارجی جمهوری اسلامی ایران نیز، بر شعار «نه شرقی، نه غربی، جمهوری اسلامی» استوار شد و اولویت روابط، با کشورها و حرکت‌های اسلامی و کشورهای منطقه بوده‌است؛ اگرچه، چنین سیاستی با گذشت زمان تغییر کرد و روابط به سوی اروپا، روسیه، انگلستان، ایالات متحده و در پایان، کشورهای عربی تغییر کرد. جمهوری اسلامی از روسیه، چین، سوریه و ونزوئلا به عنوان مهم‌ترین کشورهای متحد خود یاد می‌کند. همچنین این نظام، روابط خوبی نیز با حزب‌الله لبنان، حماس و مبارزان حوثی داشته‌است. برنامه‌های هسته‌ای و موشکی ایران و نوع روابط با اسرائیل، تنش‌ها و تحریم‌هایی را برای این کشور به همراه داشته‌است. در تیر ۱۳۹۴، ایران با گروه ۱+۵ به توافقی مهم با عنوان برنامه جامع اقدام مشترک، دست یافت که پیرامون برنامهٔ هسته‌ای این کشور بود و تحریم‌های اقتصادی را پایان می‌داد. اگرچه خروج آمریکا از برجام و تحریم‌های مجدد، این توافق را به هم ریخت. دونالد ترامپ، رئیس‌جمهور ایالات متحده، پس از اعلام خروج این کشور از برجام، از ناکارآمدی برجام در پیشگیری از دستیابی جمهوری اسلامی به سلاح اتمی و ادامه‌دار بودن پشتیبانی این نظام از تروریسم و خطر برنامه موشکی بالستیک ایران گفت.

### اوایل انقلاب و جنگ با عراق

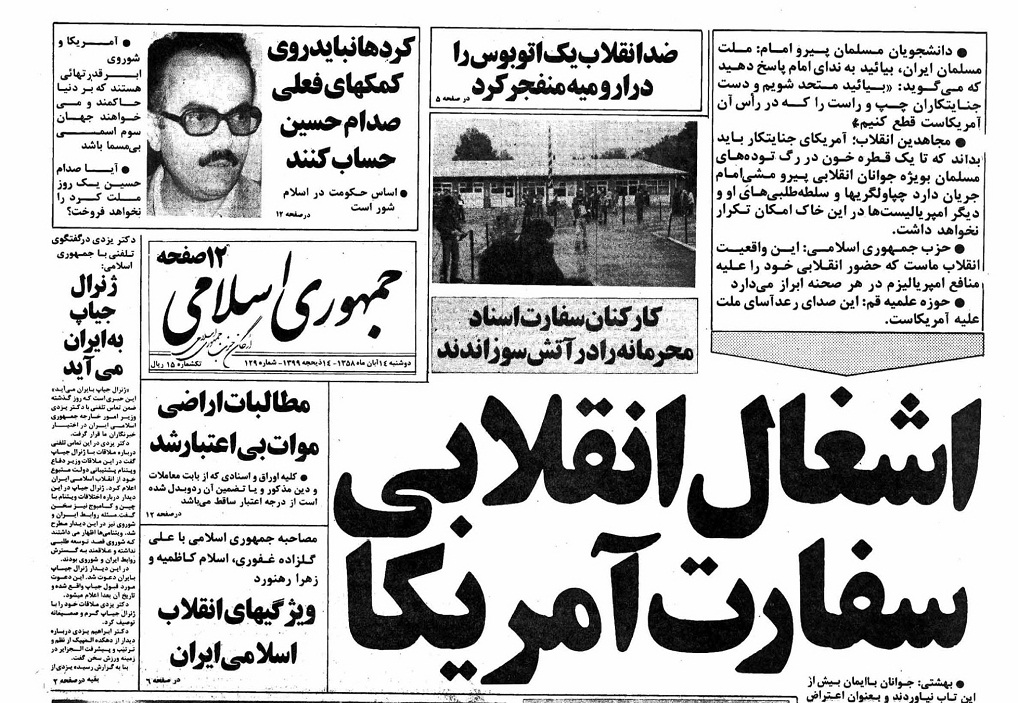
تیتر روزنامه جمهوری اسلامی در ۵ نوامبر ۱۹۷۹ (۱۴ آبان ۱۳۵۸) - اشغال انقلابی سفارت آمریکا

به‌طور دقیق‌تر، در بررسی رخدادهای مهم این دوره، دانشجویان مسلمان پیرو خط امام، در ۱۳ آبان ۱۳۵۸ به گروگان‌گیری در سفارت ایالات متحده آمریکا دست زدند و خمینی، رهبر انقلاب ۱۳۵۷، این عمل را «انقلاب دوم» دانست؛ این رویداد، روابط دیپلماتیک تهران و واشینگتن را پایان داد.
کمی بعد، جنگ ایران و عراق در ۳۱ شهریور ۱۳۵۹، با هدف‌گیری غرب ایران توسط عراق، رسماً آغاز شد و در اوایل، نیروهای صدام توانستند پیشروی‌های فراوانی انجام دهند. ارتش ایران نیز با رخ‌دادن انقلاب، فرماندهان و نیروهای با تجربهٔ خود را از دست‌داده بود و در عملیات‌های بسیاری شکست خورد. اما از سال ۱۳۶۱، با آزادسازی خرمشهر، نیروهای ایرانی شروع به عقب‌راندن ارتش دشمن کردند. در همان سال، ایران آغاز به انجام عملیات‌هایی در خاک عراق کرد که در پایان، با پیروزی طرف های ایرانی و بعضا در بعضی موارد عراقی همراه شدند. از پایان عملیات کربلای پنج در اسفند ۱۳۶۵، تا آغاز عملیات والفجر ۱۰ ایران در اواخر زمستان سال بعد، برای حدود یک سال، ایران و عراق پیشروی خاصی در خاک یکدیگر نداشتند. سرانجام، در تیرماه ۱۳۶۷، قطعنامه ۵۹۸ شورای امنیت توسط ایران و عراق پذیرفته شد تا افزایش و کشته‌شدگان این جنگ، پس از حدود ۸ سال پایان یابد.

### دوران روحانی

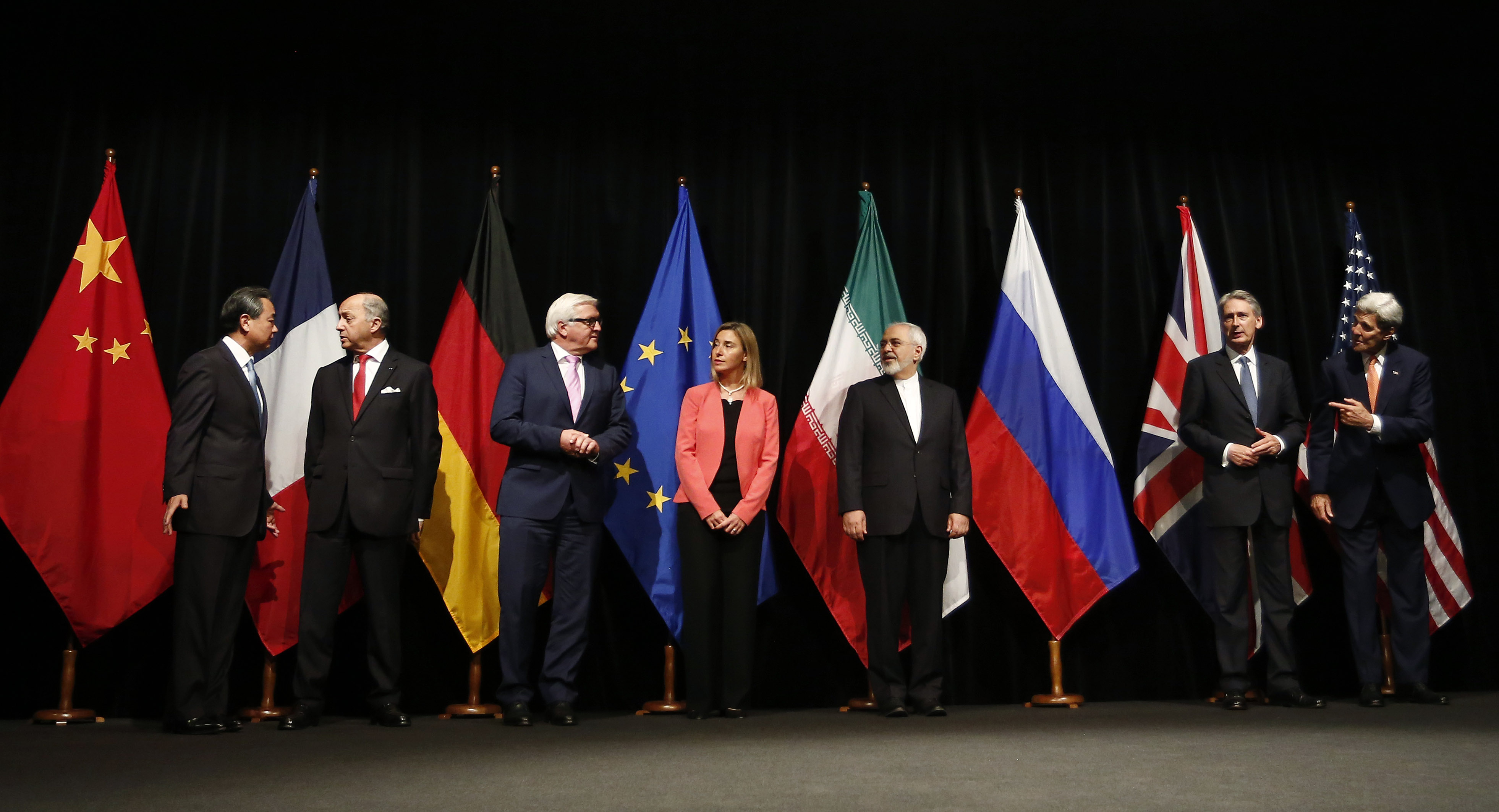
در سال‌های پس از برجام، صادرات و شاغلان ایران افزایش یافت اما تولید ناخالص داخلی به سرازیری افتاد و مشکل تورم پابرجا ماند.

ایران که برای چهار دهه با انواع تحریم‌های بین‌المللی روبرو بود، تلاش کرد به اقتصاد خود جان تازه‌ای دهد؛ برنامه جامع اقدام مشترک از مهم‌ترین توافقات جمهوری اسلامی با دیگر ملل بوده‌است که پس از آن، با ورود سرمایه به کشور، پیشرفت اقتصادی قابل توجهی در ایران صورت گرفت. هرچند که خروج آمریکا از برجام و تحریم‌های مجدد، این توافق را به هم ریخت و افزون بر سرمایهٔ خارجی، سرمایهٔ داخلی ایران نیز به خروج از کشور شتافت.
محمدجواد ظریف، وزیر امور خارجه جمهوری اسلامی در گفتگویی، با اشاره به کارشکنی‌های روسیه در مذاکرات برجام، اعلام کرد که: «هدف روس‌ها این بود که توافق هسته‌ای انجام نشود. آن‌ها وقتی دیدند ما داریم به توافق می‌رسیم، شروع کردند به ایجاد مانع. چرا روسیه در حالی که می‌توانست از روی مدیترانه خاک سوریه را بزند اما از روی ایران زد… این اتفاق‌ها همه مال بعد از برجام است. روسیه و فرانسه می‌خواستند خطرناک‌ترین متن ممکن را به برجام اضافه کنند، همین روسیه می‌خواست هر ۶ ماه یک بار برجام در شورای امنیت بررسی شود». بر پایهٔ اعلام همین طرف ایرانی، لاوروف در این هنگام، پافشاری می‌کرده‌است که مذاکره متوقف شود و به ظریف گفت: «تو که دستورالعمل نداری؛ برو دستورکار بگیر و برگرد». در بخشی دیگر، ظریف اعلام کرد که سفر قاسم سلیمانی، فرماندهٔ نیروی قدس سپاه پاسداران انقلاب به روسیه با اراده و خواست مسکو انجام شد و نه با ارادهٔ ایران. وی اعلام کرد که «ارادهٔ روسیه به آن بود که دستاورد وزارت خارجه ایران را نابود کند؛ روسیه زمانی پذیرفت آقای سلیمانی به روسیه برود که برجام امضا شد… پوتین وارد جنگ شد اما با نیروی هوایی، اما نیروی زمینی ایران را هم به جنگ کشید». سید جلال ساداتیان از کارکنان پیشین وزارت خارجه ایران، دربارهٔ روابط با روسیه اعلام کرد که روس‌ها به دنبال سود خودشان بوده‌اند و هنگامی که به نتیجهٔ کار رسیده‌اند، به گونه‌ای به منافع ایران، بی‌اعتنایی‌هایی داشتند. او همچنین گفت که یورش‌های اسرائیل به مواضع ایران در سوریه، با سکوت از سوی روسیه یا با تأیید این کشور بوده‌اند. روسیه که در این دوران رسماً متحد ایران شناخته شده‌است، در مناطق عملیات‌ها، دارای سامانه‌های دفاع موشکی زمین به هوا بوده‌است و این توان را داشته‌است که به آسانی از یورش‌های اسرائیل پیشگیری کند اما آسمان سوریه و لبنان را به‌روی این سری یورش‌ها، باز نگه داشت.
کشته شدن قاسم سلیمانی، حمله موشکی ایران به نیروهای آمریکایی در عراق و ادامه‌یافتن بحران خلیج فارس، ایران را در آغاز دههٔ ۲۰۲۰ میلادی، با تنش‌های تازه‌ای روبرو ساخت.

### در اصول قانون اساسی
سیاست خارجی ایران پس از انقلاب ۱۳۵۷، بیشتر بر اساس ارزش‌گذاری‌های نظام دینی شکل گرفت و تغییر ماهیت داد. در اصول قانون اساسی ایران اعلام شده‌است که سیاست خارجی جمهوری اسلامی ایران، بر اساس نفی سلطه‌جویی و سلطه‌پذیری، حفظ استقلال همه‌جانبه و یکپارچگی کشور، دفاع از حقوق تمام مسلمانان و عدم تعهد در برابر قدرت‌های سلطه‌گر و روابط صلح‌آمیز با دول غیرمحارب استوار است؛ جمهوری اسلامی ایران، سعادت انسان در کل جامعه بشری را آرمان خود دانسته و استقلال، آزادی و حکومت حق و عدل را از حقوق مردم جهان می‌داند. همچنین هر قراردادی که سلطهٔ بیگانه بر منابع، فرهنگ، ارتش و دیگر شئون ایران را فراهم آورد، ممنوع اعلام شده‌است. شعار «نه شرقی نه غربی، جمهوری اسلامی» نیز به عنوان فلسفهٔ سیاسی این کشور، در نظر گرفته شده‌است.

## روابط ایران و جهان بر پایه کشور
ایران هم‌اکنون با بیش از ١٠٠ کشور جهان روابط دیپلماتیک برقرار کرده‌است.
- روابط آفریقای جنوبی و ایران
- روابط آلبانی و ایران
- روابط آلمان و ایران
- روابط اردن و ایران
- روابط ارمنستان و ایران
- روابط اروگوئه و ایران
- روابط ازبکستان و ایران
- روابط اسپانیا و ایران
- روابط استرالیا و ایران
- روابط اسرائیل و ایران
- روابط افغانستان و ایران
- روابط الجزایر و ایران
- روابط امارات متحده عربی و ایران
- روابط اوکراین و ایران
- روابط ایالات متحده آمریکا و ایران
- روابط ایتالیا و ایران
- روابط ایران و اکوادور
- روابط ایران و اندونزی
- روابط ایران و بحرین
- روابط ایران و برزیل
- روابط ایران و بریتانیا
- روابط ایران و بلاروس
- روابط ایران و بنگلادش
- روابط ایران و بوسنی و هرزگوین
- روابط ایران و بولیوی
- روابط ایران و پاکستان
- روابط ایران و تاجیکستان
- روابط ایران و تایلند
- روابط ایران و ترکمنستان
- روابط ایران و ترکیه
- روابط ایران و تونس
- روابط ایران و جمهوری آذربایجان
- روابط ایران و جمهوری چک
- روابط ایران و جهان عرب
- روابط ایران و چین
- روابط ایران و دانمارک
- روابط ایران و روسیه
- روابط ایران و روم
- روابط ایران و رومانی
- روابط ایران و ژاپن
- روابط ایران و سریر مقدس
- روابط ایران و سری‌لانکا
- روابط ایران و سنگال
- روابط ایران و سوئد
- روابط ایران و سوئیس
- روابط ایران و سودان
- روابط ایران و سوریه
- روابط ایران و صربستان
- روابط ایران و عراق
- روابط ایران و عربستان سعودی
- روابط ایران و عمان
- روابط ایران و غنا
- روابط ایران و فرانسه
- روابط ایران و فلسطین
- روابط ایران و فنلاند
- روابط ایران و فیلیپین
- روابط ایران و قرقیزستان
- روابط ایران و قزاقستان
- روابط ایران و قطر
- روابط ایران و کانادا
- روابط ایران و کره جنوبی
- روابط ایران و کره شمالی
- روابط ایران و کرواسی
- روابط ایران و کنیا
- روابط ایران و کوبا
- روابط ایران و کویت
- روابط ایران و گامبیا
- روابط ایران و گرجستان
- روابط ایران و لبنان
- روابط ایران و لهستان
- روابط ایران و لیبی
- روابط ایران و مالزی
- روابط ایران و مراکش
- روابط ایران و مصر
- روابط ایران و مکزیک
- روابط ایران و هلند
- روابط ایران و هند
- روابط ایران و ونزوئلا
- روابط ایران و ویتنام
- روابط ایران و یمن
- روابط ایران و یوگسلاوی
- روابط ایران و یونان

## نمایندگی‌های دیپلماتیک
- فهرست نمایندگی‌های دیپلماتیک ایران
- فهرست نمایندگی‌های دیپلماتیک در ایران